# Даннемора (селище, Нью-Йорк)
Даннемора (англ. Dannemora) — селище (англ. village) в США, в окрузі Клінтон штату Нью-Йорк. Населення — 3287 осіб (2020).

## Географія
Даннемора розташована за координатами 44°43′12″ пн. ш. 73°43′7″ зх. д. / 44.72000° пн. ш. 73.71861° зх. д. (44.720038, -73.718702).  За даними Бюро перепису населення США в 2010 році селище мало площу 2,97 км², уся площа — суходіл. В 2017 році площа становила 3,13 км², уся площа — суходіл.

## Демографія
Згідно з переписом 2010 року, у селищі мешкало 3936 осіб у 452 домогосподарствах у складі 296 родин. Густота населення становила 1324 особи/км².  Було 507 помешкань (171/км²).
Расовий склад населення:
| - 52,2 % — білих - 41,9 % — чорних або афроамериканців - 0,7 % — корінних американців - 0,5 % — азіатів - 4,0 % — осіб інших рас |

До двох чи більше рас належало 0,7 %. Частка іспаномовних становила 13,3 % від усіх жителів.
За віковим діапазоном населення розподілялося таким чином: 7,5 % — особи молодші 18 років, 87,6 % — особи у віці 18—64 років, 4,9 % — особи у віці 65 років та старші. Медіана віку мешканця становила 37,1 року. На 100 осіб жіночої статі у селищі припадало 578,6 чоловіків;  на 100 жінок у віці від 18 років та старших — 728,9 чоловіків також старших 18 років.
Середній дохід на одне домашнє господарство  становив 53 768 доларів США (медіана — 48 500), а середній дохід на одну сім'ю — 64 264 долари (медіана — 63 015). За межею бідності перебувало 16,6 % осіб, у тому числі 23,2 % дітей у віці до 18 років та 16,4 % осіб у віці 65 років та старших.
Цивільне працевлаштоване населення становило 387 осіб. Основні галузі зайнятості: публічна адміністрація — 26,4 %, освіта, охорона здоров'я та соціальна допомога — 21,7 %, роздрібна торгівля — 11,4 %, виробництво — 11,4 %.